# Campllong
Campllong – gmina w Hiszpanii, w prowincji Girona, w Katalonii, o powierzchni 8,39 km². W 2011 roku gmina liczyła 525 mieszkańców.